# باولو سكاروني
باولو سكاروني (بالإيطالية: Paolo Scaroni)‏ ( من مواليد 28 نوفمبر 1946 في فيتشنزا، جإيطاليا) هو رجل أعمال إيطالي والرئيس الحالي لنادي إيه سي ميلان الإيطالي. شغل في السابق عدة مناصب كبيرة منها;
- الرئيس التنفيذي السابق لشركة الطاقة الإيطالية (الوكالة الوطنية للمحروقات) المعروفة باسم إني[3]
- كذلك شغل منصب لرئيس التنفيذي لشركة إنيل العالمية المختصة بإنتاج وتوزيع للكهرباء والغاز.

في عام 1969، تخرج سكاروني من جامعة بوكوني الواقعة في ميلانو في مجال الاقتصاد. وفي عام 1973 حصل على ماجستير في إدارة الأعمال من كلية كولومبيا للأعمال.

## روابط خارجية
- باولو سكاروني على موقع مونزينجر (الألمانية)